# 氧化镱
氧化镱，化学式Yb2O3。

## 性质
纯品为白色粉末，含有少量氧化钍时则呈黄褐色。不溶于水和冷酸，溶于温稀酸。

## 制备
以褐钇铌矿为原料，经多步分离得到富铥、镱水溶液，经草酸沉淀分离、过滤、灼烧，制得氧化镱。
{\displaystyle {\rm {\ Yb_{2}(C_{2}O_{4})_{3}\rightarrow Yb_{2}O_{3}+3CO_{2}+3CO}}}

## 用途
主要用于计算机磁泡材料的制造，令磁泡贮存器具有高速度、小体积、大容量、多功能等特点。